# Breedkopskink
De breedkopskink (Plestiodon laticeps) is een hagedis uit de familie skinken (Scincidae).

## Naamgeving en taxonomie
De breedkopskink werd voor het eerst wetenschappelijk beschreven door Johann Gottlob Schneider in 1801. Oorspronkelijk werd de naam Scincus laticeps gebruikt. De skink behoorde lange tijd tot het geslacht Eumeces. In de literatuur wordt daarom meestal de verouderde wetenschappelijke naam 'Eumeces laticeps gebruikt.
De wetenschappelijke geslachtsnaam Plestiodon betekent vrij vertaald "meesttandig". Het is afgeleid van de Oudgriekse woorden pleistos (πλεῖστος), dat 'meeste' betekent en odous (ὀδούς), dat 'tand' betekent. De soortnaam laticeps is afgeleid van het Latijnse latus, dat 'breed' betekent en caput dat 'kop' betekent. 
 De Nederlandstalige naam breedkop-skink slaat op de sterk verbrede kop van de mannetjes in vergelijking met de vrouwtjes.

## Uiterlijke kenmerken
De breedkopskink kan een totale lichaamslengte bereiken van 16,5 tot ruim 32 centimeter en is een van de grootste soorten uit het geslacht Plestiodon. Ongeveer de helft van het lichaam bestaat uit de ronde staart. De skink, en met name het mannetje, heeft een forse kop die breed en driehoekig is dankzij de verbrede kaken. Het lichaam is rond en de staart groot en dik zodat de hagedis een worstachtig uiterlijk heeft. De schubben zijn glad en een lichaamstekening ontbreekt bij de volwassen mannetjes. De vrouwtjes hebben vijf lichte strepen op de kop en in de nek tot aan de staartbasis. De juvenielen hebben een donkerbruine tot zwarte lichaamskleur. Ze zijn duidelijk gestreept, aan de bovenzijde zijn vijf lichtere strepen aanwezig. De juvenielen vallen met name op door hun felblauwe staart. In de paartijd kleurt de kop van de mannetjes helder oranje wat dient om een vrouwtje te lokken. Vrouwtjes zijn bij deze soort iets groter dan de mannetjes.

## Levenswijze
De mannetjes zijn alleen in de paartijd erg territoriaal en bevechten elkaar om het grootste vrouwtje. Het aantal eieren dat een vrouwtje produceert hangt namelijk samen met de grootte van het vrouwtje. Per legsel worden 8 tot 22 eitjes afgezet in een holletje. Het vrouwtje bewaakt deze tot ze uitkomen, wat wel meer voorkomt bij verwante soorten. De juvenielen zijn bij de geboorte ongeveer 6 tot 8 centimeter lang.
Het voedsel bestaat uit insecten en andere ongewervelden. Vroeger werd in de streken waar de breedkopskink voorkomt nog weleens verondersteld dat deze soort giftig is en de soort wordt zelfs '(roodkop)schorpioen' genoemd. Dit is echter een mythe, buiten een pijnlijke beet is de skink totaal ongevaarlijk voor de mens.

## Verspreiding en habitat

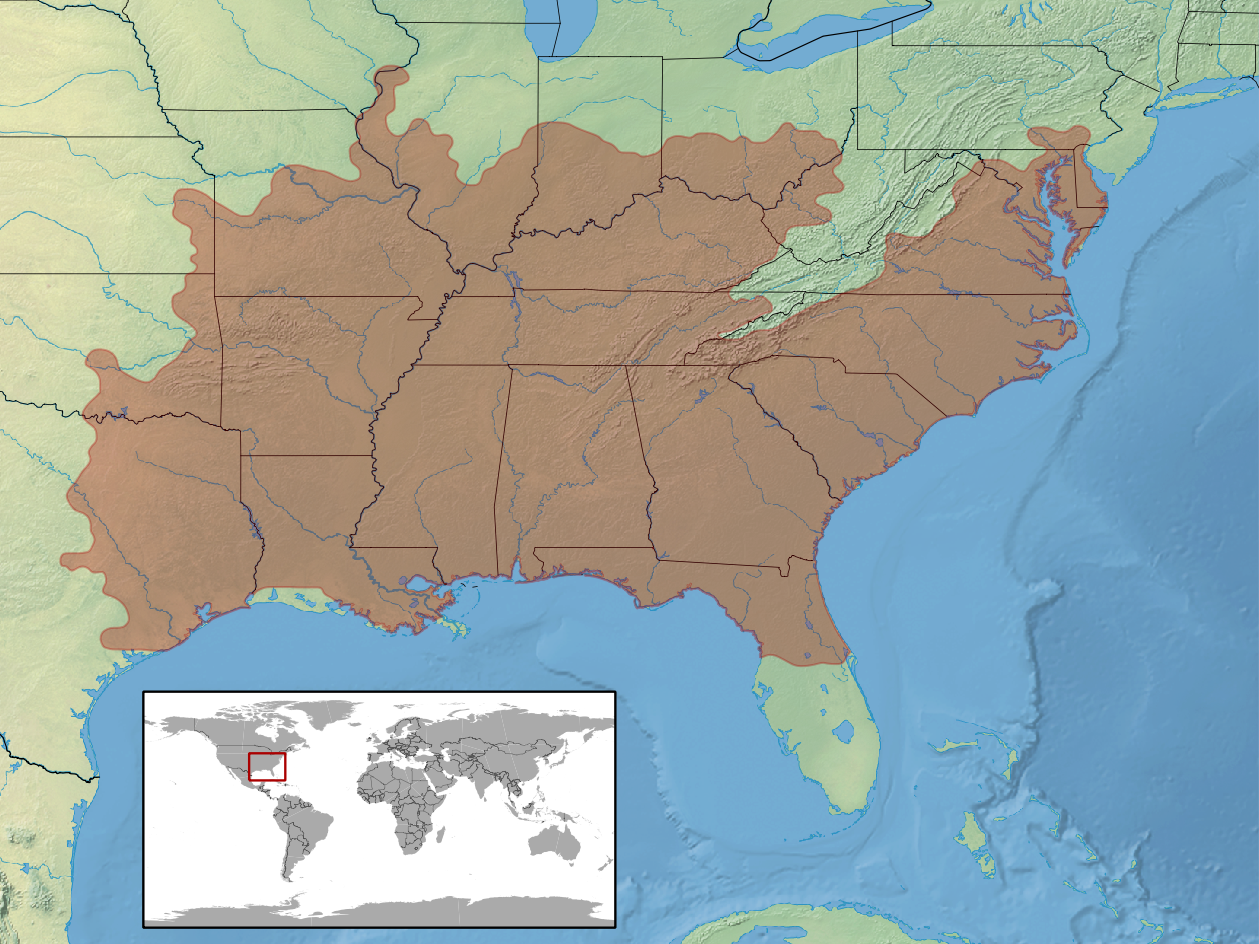
Verspreidingsgebied in het bruin.

De breedkopskink komt endemisch voor in de Verenigde Staten en leeft in een groot aantal staten in het zuidoostelijk deel van de VS. Het areaal bestaat uit de staten Alabama, Arkansas, Delaware, Florida, Georgia, Illinois, Indiana, Kansas, Kentucky, Louisiana, Maryland, Mississippi, Missouri, New Jersey, North Carolina, Ohio, Oklahoma, Tennessee, Texas, Virginia en West Virginia.
De habitat bestaat uit bossen, bosranden en andere gebieden met bomen, vooral eikenbomen hebben de voorkeur. De skink is een van de weinige Plestiodon- soorten die regelmatig klimt, al is het voornamelijk om te vluchten en rusten; jagen doet de skink het liefst op de bodem tussen de bladeren en het mos.
Door de internationale natuurbeschermingsorganisatie IUCN wordt de hagedis als 'veilug' beschouwd (Least Concern of LC).